# Alfa Romeo 115
Alfa Romeo 115 — серия итальянских рядных перевёрнутых 6-цилиндровых авиадвигателей воздушного охлаждения, разработанная компанией Alfa Romeo на основе конструкции британского de Havilland Gipsy Six и выпускавшаяся с 1936 по 1956 годы. Включала модели -1, bis, ter и Alfa Romeo 116.
Всего было выпущено около 1600 экземпляров двигателей, устанавливавшихся преимущественно на лёгких и учебных самолётах.

## Особенности конструкции
Как и у оригинальной британской модели у Alfa Romeo 115 цельнолитой картер из лёгкого магниевого сплава "электрон", стальные цилиндры с оребрением, съёмные головки цилиндров из алюминиевого сплава.
Коленчатый вал с противовесами, 6 шатунных шеек, 7 подшипников скольжения, двигатель безредукторный.

## Модификации
110ter4-цилиндровый вариант 115ter
115-1  (115-I)мощность 195 л.с. на 2200 об/мин; (на крейсерской скорости 140 л.с. на 1500 об/мин, максимальная 205 л.с. на 2350 об/мин);
115bis (115-2 / 115-II)максимальная мощность 195 л.с.;
115ter (115-3 / 115-III)215 л.с. на 2100 об/мин (100/130-октановое топливо), максимальная мощность 225 л.с. на 2350 об/мин с тем же топливом;
116-1 (116-I)цилиндры рассверлены до 120 мм. мощность 210 л.с. на 2250 об/мин, максимальная 220 на 2360 об/мин.

## Применение
Италия
- Ambrosini SAI.2S (115-1)
- Ambrosini SAI.3
- Ambrosini S.7 (115ter)
- Bestetti BN.1 (1 прототип)
- Breda Ba.75 (прототипы)
- Breda Ba.79S
- CANT Z.1012 (или 110?)
- Caproni Ca.164
- Caproni Ca.309 Ghibli (115bis)
- Fiat G.46-1B (115bis)[3]
- Fiat G.46-3B (115bis)
- Fiat G.46-4B (115bis)
- Fiat G.46-A (115ter)
- Fiat G.46-3A (115ter)
- Fiat G.46-4A (115ter)
- Nardi FN.305
- Nardi FN.315
- Saiman 200